# Associação Desportiva Brusque (pallavolo femminile)
L'Associação Desportiva Brusque fu una società pallavolistica maschile brasiliana, con sede a Brusque.

## Storia
La Força Olímpica viene fondata nel 1992 a Brasilia, impegnata nei primi anni della sua storia nelle attività giovanili. Fa il suo ingresso nella pallavolo professionistica, iscrivendosi alla Superliga 1998-99 grazie alla sponsorizzazione della Petrobrás: milita in Superliga per tre annate, classificandosi sempre agli ultimi posti; questi risultati portano al malcontento dello sponsor, che lascia il club, che a sua volta è costretto a rinunciare all'iscrizione in Superliga.
Grazie alla nuova sponsorizzazione da parte della Brasil Telecom, la Força Olímpica torna ad avere una formazione professionistica, iscrivendosi alla Superliga 2003-04. Per l'edizione seguente del torneo il club viene rinominato Brasil Esporte Clube; tuttavia i risultati migliorano solo lievemente, piazzandosi costantemente a metà classifica.
Nel 2007 così il club viene trasferito a Brusque, adottando il nome di Associação Desportiva Brusque, col quale disputa le sue ultime quattro annate. Si aggiudica tre edizioni consecutive del Campionato Catarinense, mentre in ambito nazionale sfiora il podio in Superliga, piazzandosi al quarto posto due volte consecutive.
Nel 2009 la Brasil Telecom lascia il club, che riceve l'appoggio della Cativa Têxtil e della Oppnus Jeans, giocando sia a Brusque che a Pomerode la Superliga 2009-10. Conclusa la collaborazione con la città di Pomerode, il club si mette alla ricerca di un nuovo sponsor, tuttavia finisce per disputare la Superliga 2010-11 senza alcun sostegno economico, cessando le proprie attività al termine del torneo.

## Palmarès
- Campionato Catarinense: 3

2007, 2008, 2009

## Denominazioni precedenti
- 1992-2004: Força Olímpica
- 2004-2007: Brasil Esporte Club